# Rzeczków-Kolonia
Rzeczków-Kolonia (do 31 grudnia 2002 Kolonia) – wieś (do 31 grudnia 2002 część wsi Rzeczków) w Polsce położona w województwie mazowieckim, w powiecie radomskim, w gminie Wierzbica.
W latach 1975–1998 miejscowość położona była w województwie radomskim. 1 stycznia 2003 nastąpiła zmiana nazwy z Kolonia na Rzeczków-Kolonia połączona z uzyskaniem przez tę dotychczasową część wsi Rzeczków statusu wsi.
Wierni Kościoła rzymskokatolickiego należą do parafii św. Stanisława w Wierzbicy.